# Damion Stewart
Damion Delano Stewart (18 agosto 1980) è un ex calciatore giamaicano, di ruolo difensore.

## Palmarès

### Club

#### Competizioni internazionali
- Campionato per club CFU: 1

Harbour View: 2004